# Year in the Kingdom
Year in the Kingdom — седьмой студийный альбом американского фолк-музыканта Джоша Тиллмана, выпущенный под сценическим псевдонимом J. Tillman. Он был издан 28 сентября 2009 года лейблом Western Vinyl.

## История
На сайте лейбла написано следующее: «Неизвестный почти всем, Тиллман приступил к записи в апреле, самостоятельно отследив большинство инструментов в течение двухнедельной сессии. Молоточковый дульцимер, банджо, рекордер, тарелки разного размера и хрипящие воздушные органы — все эти инструменты придают YITK причудливый масштаб, вызывая приливные смещения с помощью крошечных движений. Струнные аранжировки, исполненные Дженной Конрад, а также транспонированные из певческого направления Тиллмана, должны были покоиться на аккордах почти неинтуитивно, вызывая цветение сложных, деконтекстуализированных тонов. Однако наиболее заметным при первом прослушивании является само производство. В то время как большинство записей Тиллмана свидетельствуют о некой шамбалической домашней записи, YITK не нарушен на протяжении всего альбома. На переднем плане микса, сухой как кость, голос Тиллмана представлен так, как не было ни на одной из его предыдущих пластинок».
В интервью для Hear Ya Дж. Тиллман сказал о Year In The Kingdom следующее: «Тема YITK основана на перспективе конца жизни. Это не буквальный год, а скорее предвкушение расплаты, которая произойдёт в конце вашей жизни. Меня очень интригует эластичная природа памяти — то, что вы помните, и то, что произошло на самом деле. Химия мозга — такая сложная штука. Требуется много мозговой энергии и творческого потенциала, чтобы запоминать, каталогизировать и сохранять мельчайшие детали вашего опыта, чтобы поддерживать вас и заставлять вас продолжать делать то, что вы делаете. Вы беспредметно воссоздаете события прошлого, и за огромные промежутки времени вы превращаетесь в этот туманный призрак. YITK — это скорее оглядывание назад и воспоминания о событиях в совершенно неточном виде, в виде, возможно, более радостном, чем это было на самом деле. За последние несколько лет в моей жизни появились вещи, которые, я знаю, я смогу вспомнить в конце своей жизни и почувствовать себя хорошо. Дело не в том, чтобы все было замечательно. А в том, чтобы все было упражнением в творчестве».

## Отзывы
| Совокупная оценка | Совокупная оценка |
| Источник          | Оценка            |
| ----------------- | ----------------- |
| Metacritic        | 66/100            |
| Оценки критиков   |                   |
| Источник          | Оценка            |
| Drowned in Sound  | [ 4 ]             |
| Pitchfork Media   | (6.9/10)          |
| AllMusic          | [ 6 ]             |

Альбом получил положительные отзывы музыкальных критиков и интернет-изданий. Согласно агрегатору рецензий Metacritic, Year in the Kingdom получил «всеобщее признание» на основе средневзвешенного балла 66 из 100 от 29 критиков.
Марси Донелсон из AllMusic отметил, что «J. Тиллману удаются сырые, редко аранжированные песни — и обманчиво редкие по звучанию, которые на самом деле наполнены аккомпанементом, но при этом подчёркивают его тихий интенсивный вокал. Как и Minor Works и Vacilando Territory Blues до него, альбом 2009 года Year in the Kingdom представляет собой смесь того и другого. Что выделяет Kingdom в каталоге Тиллмана, так это более традиционный фолк, вокал, который звучит в небольшой комнате, а не в ухо собеседника, и, как намекает название, тематическое использование библейских ссылок, пусть и в экзистенциальном контексте. Среди повторяющихся тем — подведение итогов прошлого и размышления о конце жизни, но альбом не является гнетуще торжественным. В типичной манере Тиллмана, его мелодии предлагают великолепный транспорт для серьёзных тем. Знойная „Earthly Bodies“, самая близкая к любовной песне в альбоме, является мелодичным акцентом, набирающим обороты благодаря разумно размещённому бэк-вокалу над ударными клавишами и перекатывающимися ритмами. Серьёзная „Age of Man“, в которой звучат только голос и банджо, — отчасти фолк, отчасти конгрегационный гимн, с лилейной мелодией и текстом, изобилующим религиозными выражениями и образами („святые видения“, „благословенный союз“, „кол в руках“). В альбоме есть и примечательные невокальные моменты. Более сложная по инструментарию песня „Crosswinds“, хотя и остаётся задумчивой, музыкально выразительна за счёт неожиданных эффектов деревянных духовых, скрипов, писков, гонга и треугольника, а также других звуковых текстур. „There Is No Good in Me“ — такая же жуткая и поразительная песня, в которой струнные и гитара предлагают удивительные диссонансы и тихие эффекты, кульминацией которых становится призрачный хор, а затем голоса и звуки стихают до обнажения струнной акустической гитары. Несмотря на то, что в 2008 году Тиллман был принят в гармоничную группу Fleet Foxes за его голос в тандеме с ударными, он остаётся недостаточно известным вокалистом. С альбомом Year in the Kingdom, даже после того, как успех таких исполнителей, как Iron & Wine и Bon Iver, способствовал росту числа инди-фолк крунеров в первом десятилетии 2000-х, он продолжает утверждать себя в качестве отдельной и законной фигуры как в роли певца, так и автора песен».

## Список композиций
| №                   | Название                    | Длительность |
| ------------------- | --------------------------- | ------------ |
| 1.                  | «Year in the Kingdom»       | 2:39         |
| 2.                  | «Crosswinds»                | 4:19         |
| 3.                  | «Earthly Bodies»            | 4:19         |
| 4.                  | «Howling Light»             | 3:34         |
| 5.                  | «Though I Have Wronged You» | 3:24         |
| 6.                  | «Age of Man»                | 5:14         |
| 7.                  | «There Is No Good in Me»    | 5:04         |
| 8.                  | «Marked in the Valley»      | 4:03         |
| 9.                  | «Light of the Living»       | 1:34         |
| Общая длительность: | Общая длительность:         | 34:10        |

## Музыкальные видео
| Название                    | Ссылка |
| --------------------------- | ------ |
| «Though I Have Wronged You» | link   |